# لیدیا کاچو
لیدیا کاچو ریبیرو (۱۹۶۳) روزنامه‌نگار و فعال حقوق بشر فمینیست مکزیکی است.
خانم ریبئیرو که زاده ۱۹۶۳ در مکزیک است، از جوانی وارد عرصه روزنامه‌نگاری شد و در این مدت در روزنامه صدای کارائیب با تحقیقات گسترده خود دخالت پلیس و مقامات دولتی در قاچاق انسان در مکزیک را افشا کرد. او در زمان فعالیتش بارها از سوی هم پلیس و هم قاچاقچیان تهدید به مرگ شد اما دست از کار نکشید.

## زندگی شخصی و حرفه‌ای
لیدیا از مادری پرتغالی-فرانسوی زاده شد که در جنگ جهانی اول به مکزیک مهاجرت کرد و با یک مهندس مکانیک ارتشی ازدواج کرد. لیدیا کاچو، خود با یک خارجی آشنا شد و در ۲۲ سالگی (سال ۱۹۸۵) به Cancún در استان Quintana Roo رفت. در آنجا روزنامه‌نگاری را در بخش فرهنگی روزنامه اخبار کانکون آغاز کرد و یک دهه بعد خود مقالاتی در Por Esto دربارهٔ روسپیگری زنان کوبایی و آرژانتینی در مکزیک می‌نوشت. در این سال‌ها او بر مسئله سوءاستفاده جنسی از اقلیت‌ها و به ویژه پروندهٔ سوءاستفاده جنسی هتل‌دار محلی از یک دختر، تمرکز داشت.
او کتابی با عنوان اهریمنان باغ بهشت نوشت که در آن دست داشتن یک تاجر مکزیکی-آمریکایی را در پورنوگرافی کودکان و روسپیگری افشا کرده بود. این کتاب که بر اساس یک فیلم‌برداری مخفی نوشته شده بود، همچنین سیاست‌مداران مهمی را نیز به همکاری و حمایت از این شخص متهم کرده بود.
یکی از این سیاست‌مداران، فرماندار استان پواولا بود که چندی بعد لیدیا را به عنوان «افترا» متهم کرد. در پی آن گروهی از افراد پلیس لیدیا را به‌طور غیرقانونی دستگیر کردند. در سال ۲۰۰۶ روزنامه La Jornada در مکزیکو سیتی مکالمه تلفنی این فرماندار با دیگر سیاست‌مدارانی که در ماجرا دست داشتند را افشا کرد که دربارهٔ به زندان انداختن لیدیا کاچو و کتک زدن او برای وادار کردنش به سکوت تصمیم‌گیری می‌کردند. در سال ۲۰۰۷ دادگاه عالی ادعا کرد زندانی شدن لیدیا کاچو برخلاف قانون نبوده‌است. در پی آن شورای حقوق بشر سازمان ملل متحد (دفتر حقوق بشر سازمان ملل متحد) به کاچو توصیه کرد کشورش را ترک کند و از دادگاه‌های بی‌طرف کمک بگیرد.
از دیگر کارهای برجسته او تحقیق در مورد قتل خشونت‌آمیز صدها زن جوان در شهر خوارز در شمال مکزیک در سال ۲۰۰۶ است.

## جایزه‌ها
- ۳ مه ۲۰۰۸، جایزه جهانی مطبوعات - رئیس هیئت داوران گفت: «ریبئیرو به خاطر شجاعت در پرداختن به موضوعات فساد سیاسی، جرایم دولتی، خشونتهای داخلی و نیز تلاش بی‌وقفه در مبارزه با این گونه تخلفات، هیئت داوران را تحت تأثیر قرار داد.»
پایه‌گذار این جایزه یونسکو است و هیئت داوران این جایزه از ۱۴ روزنامه‌نگار و سردبیر مطبوعات تشکیل می‌شود. ارزش آن ۲۵ هزار دلار است.[۲]
- ۲۰۰۷، جایزه گینه تاساگان سازمان عفو بین‌الملل - برای دفاع از حقوق کودکان و زنان.[۲][۷]
- ۲۰۰۶، جایزه فرانسیسکو اوجدا برای شجاعت در روزنامه‌نگاری.[۲]